# Fa (Xia)
Fa – 16. władca Chin z dynastii Xia, panujący w latach 1837–1819 p.n.e. Podczas jego rządów miało miejsce trzęsienie ziemi na górze Tai, które było także pierwszym w historii udokumentowanym trzęsieniem ziemi.